# Upper Clatford
Upper Clatford est une paroisse civile et un village du Hampshire, en Angleterre.